# رشید عالی گیلانی
رشید عالی گیلانی (عربی: رشید عالی الکَیلانی؛ زاده ۱۸۹۲ درگذشته ۲۸ اوت ۱۹۶۵) سیاست‌مدار عراقی بود که چند بار نخست وزیر پادشاهی عراق شد که واپسین دوره در کودتای ۱۹۴۱  بود. در این نخست‌وزیر پایانی، درگیری‌های مسلحانه میان نیروهای عراق و بریتانیا در خلال جنگ جهانی دوم روی داد که گیلانی در مه ۱۹۴۱ سرنگون شد و حکومتی دیگر بر عراق سر کار آمد.

## زندگی
رشید عالی گیلانی در ۱۸۹۲ یا ۱۸۹۳ در خانواده‌ای سرشناس در بغداد به دنیا آمد. نسب او به عارف و صوفی قرن یازدهم عبدالقادر گیلانی، بنیانگذار سلسله تصوف قادریه برمی‌گردد.
او تحصیلات خود را در بغداد انجام داد. از ۱۹۲۵ تا ۱۹۲۷ وزیر دادگستری بود و سپس رئیس دفتر و مشاور ملک فیصل اول پادشاه عراق شد. از ۱۹۳۳ تا ۱۹۴۱ سه بار نخست‌وزیر عراق شد. در جنگ دوم جهانی کوشش کرد تا برای قطع نفوذ بریتانیا در عراق به کشورهای محور به ویژه آلمان نازی نزدیک شود. در آوریل ۱۹۴۱ کودتایی ضد بریتانیایی را سازمان داد اما بعد از دو ماه حکومتش برافتاد. پس از شکست کوشش‌هایش در عراق به ایران رفت. پس از اشغال ایران در جنگ جهانی دوم به آلمان گریخت و در برلین زندگی می‌کرد. در آنجا با هیتلر دیدار کرد و دولت آلمان او را به عنوان رئیس دولت عراق در تبعید به رسمیت شناخت. پس از شکست آلمان به عربستان سعودی رفت. در ۱۹۵۸ پس از کودتای عبدالکریم قاسم به عراق بازگشت. پس از آن که در دسامبر ۱۹۵۸ به همراه عبدالسلام عارف در کوششی برای برکنار کردن قاسم ناکام شد دستگیر شد و به مرگ محکوم شد. در ۱۹۶۱ دولت عراق او را عفو کرد و به لبنان رفت و تا سال ۱۹۶۵ که درگذشت در بیروت زندگی می‌کرد.